# Перкіу
Перкіу (рум. Perchiu) — село у повіті Бакеу в Румунії. Входить до складу комуни Хуруєшть.
Село розташоване на відстані 217 км на північний схід від Бухареста, 46 км на південний схід від Бакеу, 107 км на південь від Ясс, 107 км на північний захід від Галаца, 141 км на північний схід від Брашова.

## Населення
За даними перепису населення 2002 року у селі проживали 184 особи, усі — румуни. Усі жителі села рідною мовою назвали румунську.